# Damian Ciarciński
Damian Ciarciński (ur. 12 lipca 1978 w Ostródzie) – polski urzędnik i dyplomata; konsul generalny RP w Winnicy (2018–2024).

## Życiorys
Absolwent politologii oraz teologii na Uniwersytecie Kardynała Stefana Wyszyńskiego oraz Studium Europy Wschodniej UW. Studiował w ramach stypendium filozofię na Uniwersytecie w Dreźnie. Prowadził dyskusyjny klub filmowy w Klubie Studenckim „Karuzela”. Od grudnia 2006 do marca 2008 pełnił funkcję pełnomocnika Zakładu Narodowego im. Ossolińskich we Lwowie. W kwietniu 2008 rozpoczął pracę w Konsulacie Generalnym RP we Lwowie, gdzie w 2009 został kierownikiem Sekcji Karty Polaka. W okresie tym rozpatrzono ponad 10 tys. wniosków o Kartę Polaka.
Od stycznia 2010 w nowo tworzonym Konsulacie Generalnym RP w Winnicy odpowiadał za zorganizowanie Wydziału ds. Współpracy z Polakami na Ukrainie, Spraw Prawnych i Opieki Konsularnej, którego był kierownikiem do zakończenia misji w Winnicy w styczniu 2015. Po katastrofie smoleńskiej wspierał Wydział Konsularny Ambasady RP w Moskwie. Po powrocie w 2015 kierował w Fundacji Wolność i Demokracja projektem badawczym z zakresu tematyki Karty Polaka w Litwie, Łotwie, Białorusi i Ukrainie. Równocześnie w 2015 pracował w sektorze prywatnym, gdzie odpowiadał za eksport do Niemiec i Szwajcarii. Współdziałał przy organizacji powrotu z Kazachstanu do Polski grupy ponad 150 repatriantów w grudniu 2015. W maju 2016 objął obowiązki naczelnika wydziału Karty Polaka i repatriacji w Departamencie Współpracy z Polonią i Polakami za Granicą Ministerstwie Spraw Zagranicznych. 31 stycznia 2018 objął stanowisko konsula generalnego RP w Winnicy, na którym pozostawał do 2024.
Zna języki: rosyjski, angielski, ukraiński i niemiecki. Jest żonaty, posiada troje dzieci.